# Coleodactylus septentrionalis
Coleodactylus septentrionalis är en ödleart som beskrevs av  Paulo Emilio Vanzolini 1980. Coleodactylus septentrionalis ingår i släktet Coleodactylus och familjen geckoödlor. IUCN kategoriserar arten globalt som livskraftig. Inga underarter finns listade i Catalogue of Life.